# Филм у Италији
Први филм Италији приказан је неколико месеци после прве пројекције браће Лимијер. Трајао је пар секунди а приказан је Папа Лав XIII како даје благослов камери. Од тада се филмска уметност у Италији развијала веома брзо. Бенито Мусолини је 1937. године отворио филмски студио Чинечита, који је био европски пандан Холивуду. Године 1961. Софија Лорен је освојила Оскар за најбољу главну глумицу, и тако постала прва особа која је добила ову награду а да у филму није говорила енглески.

## 1900—1929: Почеци
Иза првих италијанских филмова, направљених до 1910. године, стајале су прве продукцијске куће из Рима и Торина: Итала филм, Амброзио и Чинес. Убрзо су отворене још две — у Напуљу и Милану. Један од првих италијанских редитеља, Филотео Алберини, снимио је 1905. године Освајање Рима и тако започео серију филмова који се баве историјским догађајима и личностима. Најпознатија остварења из тога периода приказивала су живот Нерона, Спартака, Цезара и Клеопатре. Артуро Амброзио је 1908. снимио Последње дане Помпеје, који је постао толико популаран да су за пет година урађена три римејка. Глумице Лида Борели, Франческа Бертини и Пина Меникели биле су прве звезде италијанског филма, које су се прославиле су трагичним љубавним драмама, док су најпопуларнији глумци били Емилио Гјоне и Бартоломео Пагано. Бертинијева је била и једна од првих европских глумица које су на филму биле веома скромно одевене. 
Веома брзо почињу да се обрађују социјалне теме, и то најчешће по делима познатих писаца. Један од таквих филмова био је Пепео (1916), по књизи Грације Деледе, који је прославио глумицу Елеонору Дузе. Од 1916. до 1920. и филм у Италији је била под утицајем авангардних покрета, највише футуризма. Године 1916. Маринети и Ђакомо Бала потписали су Манифест футуризма у филмској уметности. За њих је филм претпстављао идеалан вид уметности, увек свеж и нов медиј, који иде у корак с временом. Футуристички италијански филмови, попут Краљ, топ, ловац и Футуристички живот, нису сачувани, али један од њих — Thais, редитеља Антона Брагаље, сматра се једним од филмова од великог значаја за експресионистичке немачке филмове.

## Чинечита
Највећи филмски студио у Италији направљен је 1937. по налогу Бенита Мусолинија и Луиђија Фредија. Чинечита је радила као средство пропаганде фашизма, под слоганом Сinema è l'arma più forte (Филм је најјаче оружје). Међутим, савезници су је бомбардовали и малтене потпуно уништили за време Другог светског рата. После рата, студији се реновирају и користе за снимање неколико великих америчких филмова (попут Бен Хура) и постају чувени захваљујући међународном успеху Федерика Фелинија и филма Сладак живот. Осамдесетих је Чинечита приватизована, а два највећа догађаја која су у њој одржана до 2000. су били Евровизија (1991.) и концерт групе Пинк флојд. Двехиљадитих се студији поново користе за снимање филмова. Тако Мартин Скорсезе 2001. овде снима своје Банде Њујорка, а HBO високобуџетну серију Рим. Године 2007. пожар је прилично оштетио делове студија где је снимљен Рим, а куће коришћене за Бен Хур, до којих је ватра стигла, су ипак сачуване. Редитељи који су се прославили у Чинечити су, поред Фелинија, Микеланђело Антониони и Роберто Роселини.

## 1940—1960: Неореализам и комедија
Од 1940–1943. до 1950. у италијанској филмској индустрији доминирали су неореалистички филмови. Драма Опсесија Лукина Висконтија сматра се првим неореалистичким филмом.